# Stefan II (patriarcha Antiochii)
Stefan II – mianowany przez zwolenników soboru chalcedońskiego patriarcha Antiochii; sprawował urząd w latach 478–481.